# مروان مبروك (لاعب كرة قدم)
مروان مبروك (15 ديسمبر 1989 بطرابلس في ليبيا - ) هو لاعب كرة قدم ليبي في مركز الوسط، شارك في كأس الأمم الأفريقية 2012. وشارك مع منتخب ليبيا لكرة القدم. أما مع النوادي، فقد لعب مع نادي الأولمبي ونادي الاتحاد ونادي الاتحاد.

## وصلات خارجية
- مروان مبروك على موقع قاعدة بيانات كرة القدم.إي يو (الإنجليزية)
- مروان مبروك على موقع ناشيونال فوتبول تيمز (الإنجليزية)